# Gamle Oslo

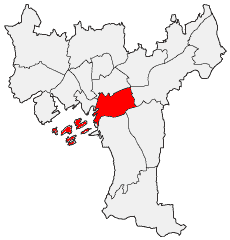
Lage von Gamle Oslo in Oslo

Gamle Oslo ist ein zentraler Stadtteil der norwegischen Hauptstadt Oslo. Er hat 61.792 Einwohner (Stand: 2023) und eine Fläche von 7,5 km². Gemessen an der Einwohnerzahl ist Gamle Oslo der zweitgrößte Stadtteil Oslos.

## Geografie
Gamle Oslo liegt im Osten der Osloer Innenstadt. Der Stadtteil grenzt im Westen an den Oslofjord und die Verwaltungseinheit Sentrum, die keinem Stadtteil entspricht. Die Grenze zum Sentrum bildet der Fluss Akerselva. An Gamle Oslo angrenzende Stadtteile sind Grünerløkka im Norden, Alna im Osten, Østensjø im Südosten und Nordstrand im Süden. Im Nordosten grenzt Gamle Oslo in einem Punkt an den Stadtteil Bjerke. Zu Gamle Oslo gehören einige der im Oslofjord liegenden Inseln.
Der Stadtteil besteht aus den Stadtvierteln Tøyen, Vålerenga, Kampen, Grønland, Gamlebyen, Ensjø, Etterstad, Valle-Hovin, Helsfyr, Ekebergskråningen sowie einzelnen Inseln im Oslofjord: Kavringen, Nakkholmen, Lindøya, Hovedøya, Bleikøya, Gressholmen, Rambergøya und Heggholmen.

## Geschichte

### Name
Den Namen „Gamle Oslo“ (deutsch Altes Oslo) erhielt der Stadtteil, als Oslo im Jahr 1988 in Stadtteile untergliedert wurde. Der Name wurde gewählt, da sich Oslo im Mittelalter vollständig auf dem Gebiet erstreckte.

### Wandel und Erweiterung

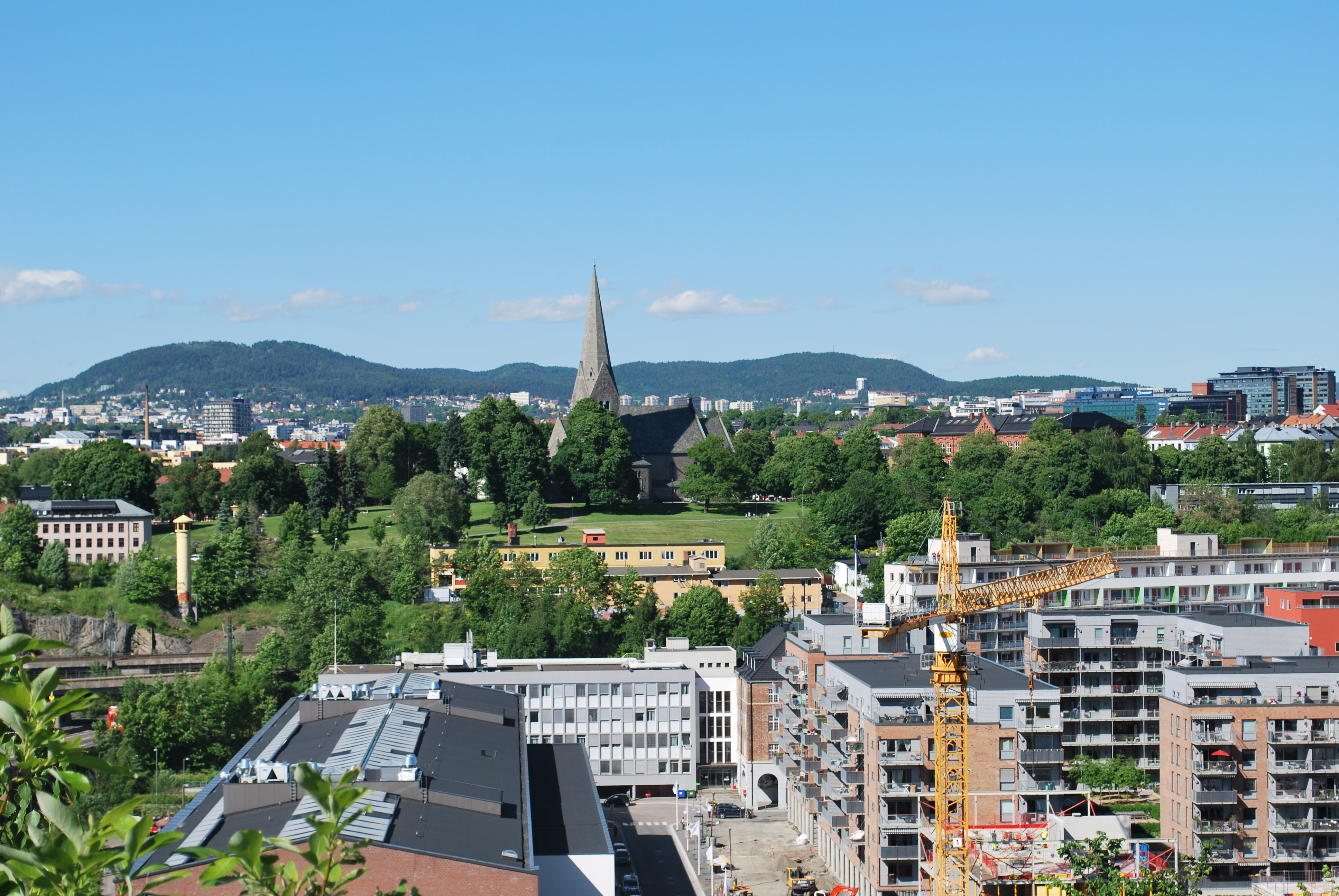
Blick auf Vålerenga

In den 1980er-Jahren wurde in Gamle Oslo in Zentrumsnähe begonnen, Wohnungen zu sanieren und alte Bauten durch neuere zu ersetzen. Mit zunehmender Entfernung vom Zentrum stehen vermehrt weniger dicht aneinander gebaute Wohnungsblöcke, die in der Zeit nach dem Zweiten Weltkrieg errichtet wurden. In den 1990er-Jahren war Gamle Oslo der Stadtteil mit dem höchsten Anteil an Personen mit Migrationshintergrund. Der Anteil begann in den 2000er-Jahren zu sinken.
Im Rahmen der im Jahr 2004 durchgeführten Reform der Osloer Stadtteile wurde Gamle Oslo stark vergrößert. Unter anderem wurden die im Oslofjord gelegenen Inseln des früheren Stadtteils Bygdøy-Frogner an Gamle Oslo überführt. Auch im Osten und Süden wurden neue Gebiete in Gamle Oslo eingegliedert. Die Fläche von Gamle Oslo stieg im Rahmen der Reform von 3,6 km² auf 7,5 km² an. In den 2010er-Jahren stieg die Einwohnerzahl des Stadtteils insbesondere aufgrund vieler neu gebauten Wohnungen stark an.
Der fjordnähere Bereich des Stadtteils wurde im Rahmen des Stadterneuerungsprojektes Fjordbyen größeren Veränderungen unterzogen. Teile des neu entwickelten Stadtgebiets Bjørvika liegen in Gamle Oslo.

## Politik
Im Vergleich zur restlichen Stadt erzielen in Gamle Oslo die der Arbeiterbewegung nahestehenden Parteien wie die Arbeiderpartiet (Ap), die Sosialistisk Venstreparti (SV) und Rødt höhere Ergebnisse. Bei der Kommunalwahl im Herbst 2019 erzielte die grüne Partei Miljøpartiet De Grønne (MDG) erstmals höhere Ergebnisse als die Ap. Die konservative Partei Høyre verzeichnet bei Wahlen hingegen in Gamle Oslo im Oslo-Vergleich unterdurchschnittliche Werte.